# Cratere Krasnov
Krasnov è un cratere lunare di 41,17 km situato nella parte sud-occidentale della faccia visibile della Luna.
Il cratere è dedicato all'astronomo russo Aleksander V. Krasnov.

## Crateri correlati
Alcuni crateri minori situati in prossimità di Krasnov sono convenzionalmente identificati, sulle mappe lunari, attraverso una lettera associata al nome.
| Krasnov | Coordinate            | Diametro (in km) |
| ------- | --------------------- | ---------------- |
| A       | 30°00′00″S 80°31′12″W | 9,99             |
| B       | 29°28′48″S 80°21′36″W | 12,57            |
| C       | 26°17′24″S 81°28′12″W | 10,3             |
| D       | 33°57′36″S 80°14′24″W | 12,24            |